# NGC 6352
NGC 6352 (také známá jako Caldwell 81) je kulová hvězdokupa vzdálená 18 300 světelných let v souhvězdí Oltáře o hodnotě magnitudy 7,8. Objevil ji skotský astronom James Dunlop 14. května 1826 při svém pobytu v Parramatta v Novém Jižním Walesu v Austrálii. Popsal ji takto: "poněkud slabší mlhovina nepravidelného kulatého tvaru, 4' v průměru, trochu rozvětvená; jednoduše rozložitelná na hvězdy, mírné zhuštění hvězd u středu."
Na obloze se nachází v severní části souhvězdí, 2 stupně severozápadně od hvězdy Alfa Arae s magnitudou 3. K rozložení hvězdokupy na jednotlivé hvězdy je zapotřebí dalekohled s průměrem alespoň 15 cm (6 palců).
Její odhadované stáří je 12,67 miliard let
a hmotnost 3,7 × 104 {\displaystyle M_{\odot }}